# Passaporte chinês
O passaporte da República Popular da China ( Chinese:中华人民共和国护照), comumente chamado de passaporte chinês, é um passaporte emitido para nacionais da República Popular da China (RPC) que se registraram como residentes da China Continental e, portanto, possuem um hukou, para fins de viagens internacionais e autoriza o portador a proteger os funcionários consulares da China no exterior .
Em 1 de julho de 2011, o Ministério das Relações Exteriores da República Popular da China lançou uma emissão experimental de passaportes eletrônicos para indivíduos que realizam trabalhos públicos no exterior em nome do governo chinês. O rosto, as impressões digitais e outros recursos biométricos do portador do passaporte são digitalizados e armazenados em um chip inteligente sem contato pré-instalado, junto com "o nome do proprietário do passaporte, sexo e foto pessoal, bem como o prazo de validade do passaporte. validade e [o] certificado digital do chip ". Os passaportes biométricos comuns foram introduzidos pelo Ministério da Segurança Pública em 15 de maio de 2012. Em janeiro de 2015, todos os novos passaportes emitidos pela China são passaportes eletrônicos biométricos e os passaportes não biométricos não são mais emitidos.
Em 2012, mais de 38 milhões de cidadãos chineses possuíam passaportes comuns, representando apenas 2,86% da população total da época. Em 2014, a China emitiu 16 milhões de passaportes, ocupando o primeiro lugar no mundo, superando os Estados Unidos (14 milhões) e a Índia (10 milhões). O número de passaportes comuns em circulação aumentou para 120 milhões em outubro de 2016, o que representava aproximadamente 8,7% da população. Em abril de 2017, a China havia emitido mais de 100 milhões de passaportes biométricos comuns.

## Visão Geral e Conteúdo

### Tipos
Os artigos 3, 4, 5 e 8 da Lei de Passaportes da República Popular da China, que entraram em vigor em 2007, declaram três tipos de passaportes emitidos na China continental:
- Passaportes comuns ( 普通护照  ) são emitidos a nacionais que pretendem ir para o exterior para fins não oficiais, como residir em outros países, visitar parentes, estudar, trabalhar, viajar ou se envolver em atividades comerciais. São emitidos pela Administração de Saída e Entrada do Ministério de Segurança Pública (MPS), pelas missões estrangeiras da República Popular da China ou por outras missões no exterior autorizadas pelo Ministério de Relações Exteriores.
- Passaportes diplomáticos ( 外交护照  ) são emitidos para diplomatas, cônsules e seus cônjuges ou filhos menores, bem como para correios diplomáticos. Eles são emitidos pelo Ministério das Relações Exteriores (MFA).
- Passaportes de serviço ( 公务护照  ) são emitidos para funcionários enviados pelo governo chinês para trabalhar em missões estrangeiras chinesas, nas Nações Unidas ou em suas comissões especiais ou em outras organizações internacionais, bem como em seus cônjuges ou filhos menores. Eles são emitidos pelo MFA, missões estrangeiras da República Popular da China, outras missões no exterior autorizadas pelo MFA ou os escritórios de relações exteriores sob os governos das províncias, regiões autônomas, municípios diretamente sob o governo central e cidades divididas em distritos autorizados pelo MFA. 
  - Uma variação especial do passaporte de serviço, chamada passaporte para assuntos públicos (em Chinese       ), é emitido para funcionários públicos que "lideram divisões ou equivalentes" de empresas estatais ou municipais e funcionários de empresas controladas pelo Estado.[12]

O artigo 9 da Lei estabelece que "o escopo de emissão de passaportes diplomáticos e de serviço, as medidas para emissão desses passaportes, seus termos de validade e as categorias específicas de passaportes de serviço serão prescritos pelo Ministério das Relações Exteriores".
O passaporte comum é considerado passaporte "para assuntos particulares" ( 因私护照  ), enquanto serviço (inclusive para passaportes de assuntos públicos) e passaportes diplomáticos são passaportes "para assuntos públicos" ( 因公护照  ) 
Os passaportes para as RAE de Macau e Hong Kong são emitidos e regulamentados pelos governos dessas regiões e, portanto, não são cobertos por esta lei.

Em julho de 2011, o governo chinês começou a emitir passaportes diplomáticos biométricos, passaportes de serviço e passaportes para assuntos públicos. A data de lançamento dos passaportes comuns biométricos era 15 de maio de 2012. 

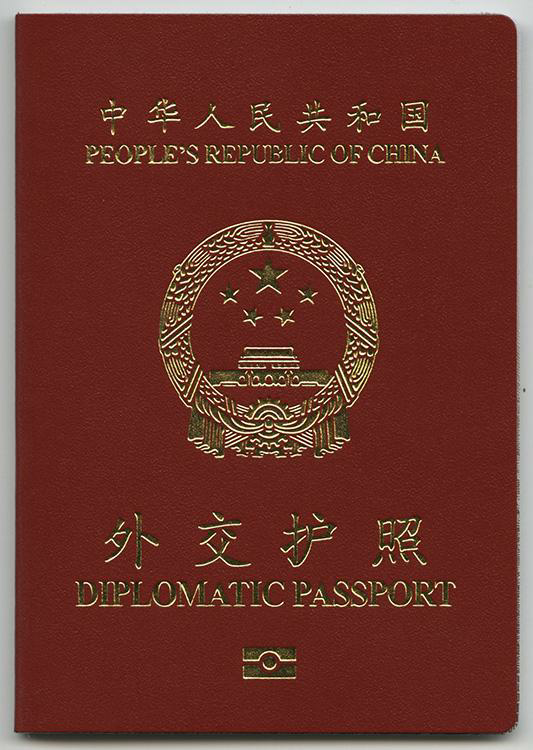
Passaporte eletrônico diplomático
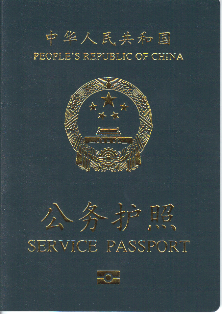
Passaporte eletrônico de serviço
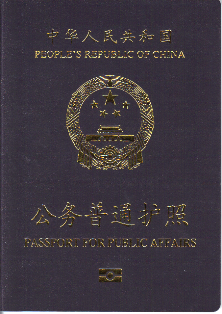
Passaporte eletrônico para assuntos públicos
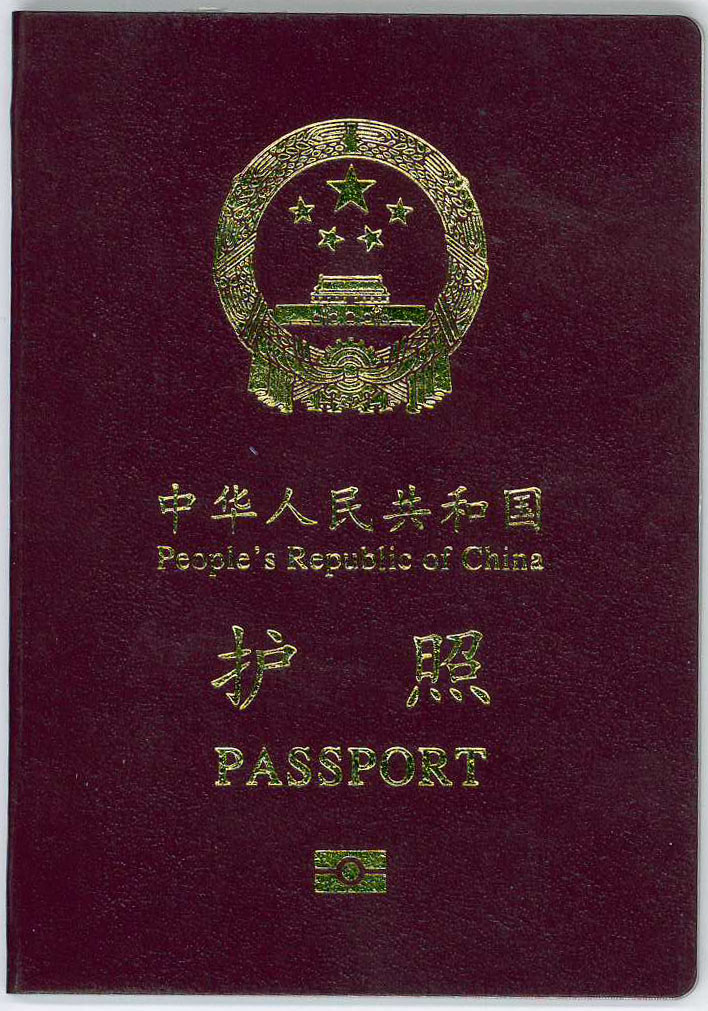
Passaporte eletrônico comum

#### Passaporte para assuntos públicos
Um passaporte diferente para assuntos públicos ( Chinese       ) foi emitido até 2006. Ao contrário da versão atual, foi classificada como uma variação do passaporte comum. O abuso do uso do documento resultou no seu cancelamento subsequente. Ao contrário de outros passaportes, foi emitido pelos escritórios de relações exteriores provinciais ou municipais, e não pelo Ministério de Relações Exteriores ou pelo Ministério de Segurança Pública.
Em 1996, 77% das pessoas que saíam da China possuíam passaporte para assuntos públicos. A taxa caiu para 39% em 2002. A razão para a alta taxa de uso ocorreu porque o passaporte para assuntos públicos oferecia mais países sem visto, como a Rússia, do que o passaporte comum. Os regulamentos chineses exigem que os passaportes de assuntos públicos sejam mantidos na posse da unidade de trabalho do titular  e devem ser entregues pelo indivíduo dentro de um mês após o retorno à China.

### Validade
O passaporte anteriormente tinha um período de validade geral de 5 anos. Desde 2007, os passaportes comuns são válidos por 10 anos para portadores acima de 16 anos e por 5 anos para portadores com menos de 16 anos, e os passaportes diplomáticos ou de serviço são válidos por 4 anos. De acordo com a Lei de Passaportes de 2006 da República Popular da China, a renovação de passaportes emitidos anteriormente terminou em 1º de janeiro de 2007. No entanto, os passaportes renovados antes de 2007 permaneceram válidos até o vencimento.

### Formato
A versão mais recente do passaporte chinês comum é a versão biométrica, que substituiu seus antecessores "Form 92", "Form 97-1" e "Form 97-2". Foi lançado ao público em maio de 2012. O passaporte contém 48 páginas.

#### Passaporte comum - interior

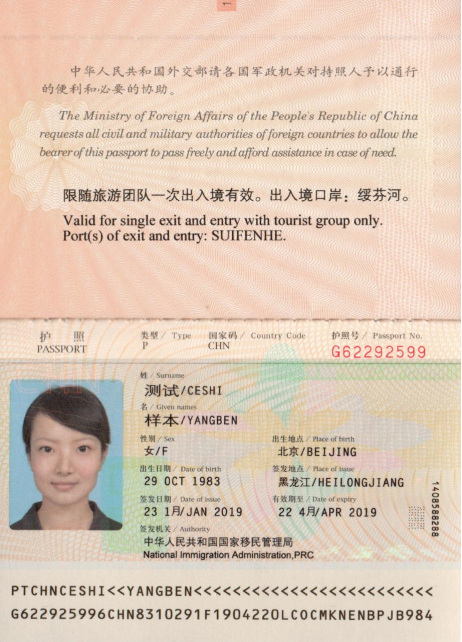
Página de biográficos do formulário "97-2" Passaporte comum da RPC

O formulário "97-2" do passaporte chinês comum é um passaporte legível por máquina . No "97-2", os dados pessoais estão na capa da frente, juntamente com uma foto colorida impressa com impressora jato de tinta, com um filme de proteção que cobre a maior parte da página de dados. Os detalhes incluem:
- Código do passaporte (P)
- Código do país (CHN)
- Número do passaporte (G ########) - consiste em uma letra indicando o tipo de passaporte (G = comum), seguida de oito dígitos
- Sobrenome
- Nomes dados
- Sexo (M / F)
- Data de nascimento (DD. MMM. AAAA)
- Data de emissão (DD. MMM. AAAA)
- Local de nascimento (província ou cidade / província / estado, se nasceu no exterior)
- Local de emissão (província ou cidade / província / estado da autoridade diplomática / consular, se emitida no exterior)
- Data de validade (DD. MMM. AAAA)
- Autoridade (versão 2012: Administração de Saída e Entrada, Ministério de Segurança Pública; versão 2019: Administração Nacional de Imigração, República Popular da China; ou missão diplomática e consular chinesa)
- Código legível por máquina

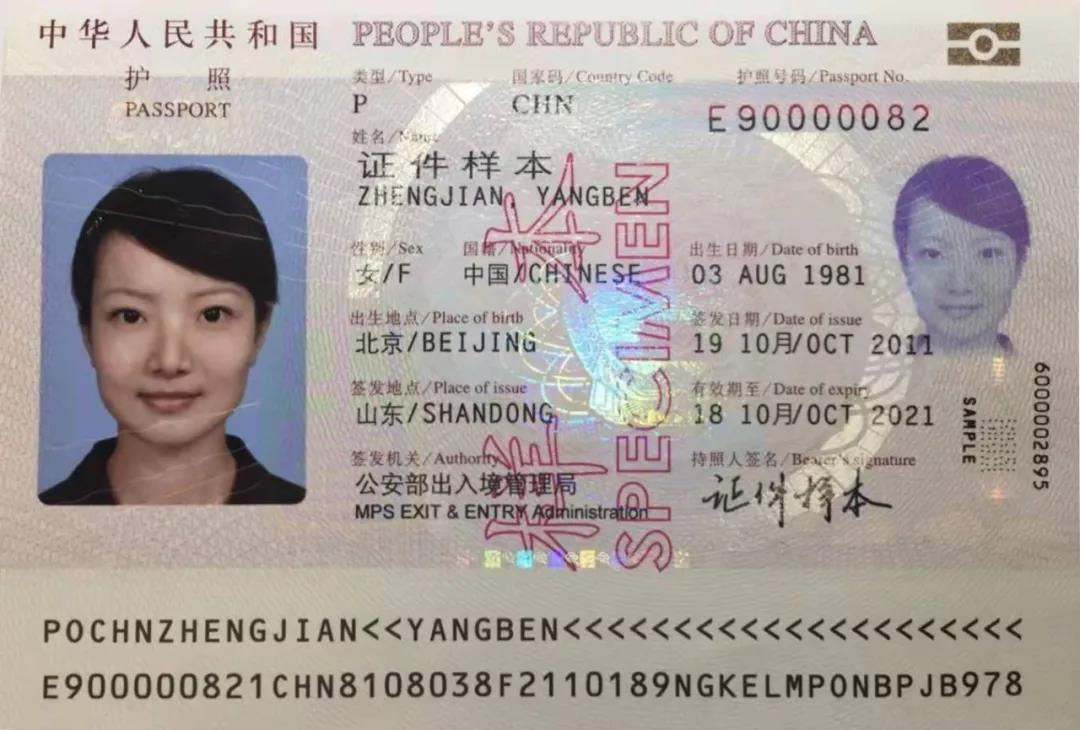
Página interna de um passaporte eletrônico comum da RPC, versão 2012

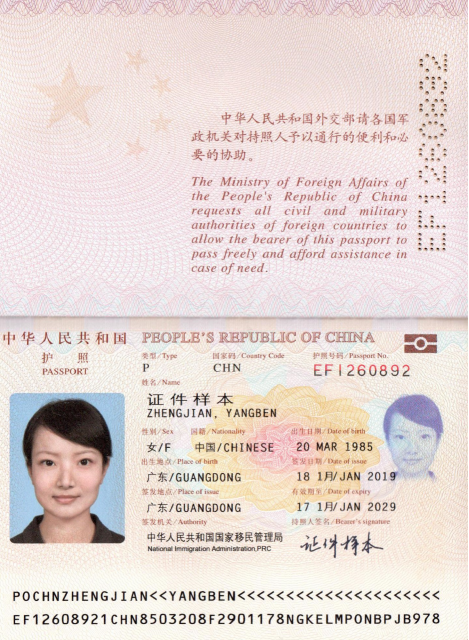
Página interna de um passaporte eletrônico comum da RPC, versão 2019

No Passaporte biométrico, a página de dados pessoais foi movida para uma folha de papel separada e o design da página de dados pessoais foi alterado significativamente, adicionando o nome completo da RPC em chinês e inglês simplificado na parte superior, juntamente com um símbolo de passaporte eletrônico impresso com tinta opticamente variável . Novos recursos de segurança incluem uma segunda imagem fantasma do titular e gráficos holográficos adicionais, incluindo o emblema da RPC e o mapa do mundo impresso a laser. Os detalhes incluídos são os seguintes:
- Código do passaporte (P)
- Código do país (CHN)
- Número do passaporte (E ########) - consiste em uma letra indicando o tipo de passaporte (E = passaporte eletrônico), seguida por oito dígitos. Em abril de 2017, mais de 100 milhões de passaportes biométricos comuns haviam sido emitidos e números antigos de passaportes do tipo E + 8 dígitos haviam sido usados. Portanto, o formato do número foi estendido usando o segundo dígito e substituindo-o pelas letras em inglês na ordem (exceto I, O), o terceiro dígito ainda é algarismos arábicos e o número total de dígitos ainda é 9. Os novos números de passaporte começaram com EA0000001 (duas letras com sete dígitos).[10]
- Nome (caracteres chineses na parte superior, transcrição do Pinyin na parte inferior, uma vírgula separa o sobrenome e os nomes apenas no Pinyin)
- Sexo (M / F)
- Nacionalidade (chinesa)
- Data de nascimento (DD. MMM. AAAA)
- Local de nascimento (província com transcrição romanizada, ou o código do país, se nasceu no exterior, juntamente com a abreviação chinesa do país)
- Data de emissão (DD. MMM. AAAA, o mês é transcrito para algarismos arábicos)
- Local de emissão (província ou cidade da autoridade diplomática / consular, se emitida no exterior)
- Data de validade (DD. MMM. AAAA, o mês é transcrito para algarismos arábicos)
- Autoridade ("Administração de entrada e saída de MPS" ou o nome completo da autoridade diplomática / consular chinesa)
- Assinatura do portador
- Código legível por máquina

#### línguas
Todas as informações são impressas em chinês simplificado e em inglês, exceto a página "Atenções", que é impressa apenas em chinês simplificado.

#### Nota do passaporte
- Em chinês

中华人民共和国外交部请各国军政机关对持照人予以通行的便利和必要的协助。

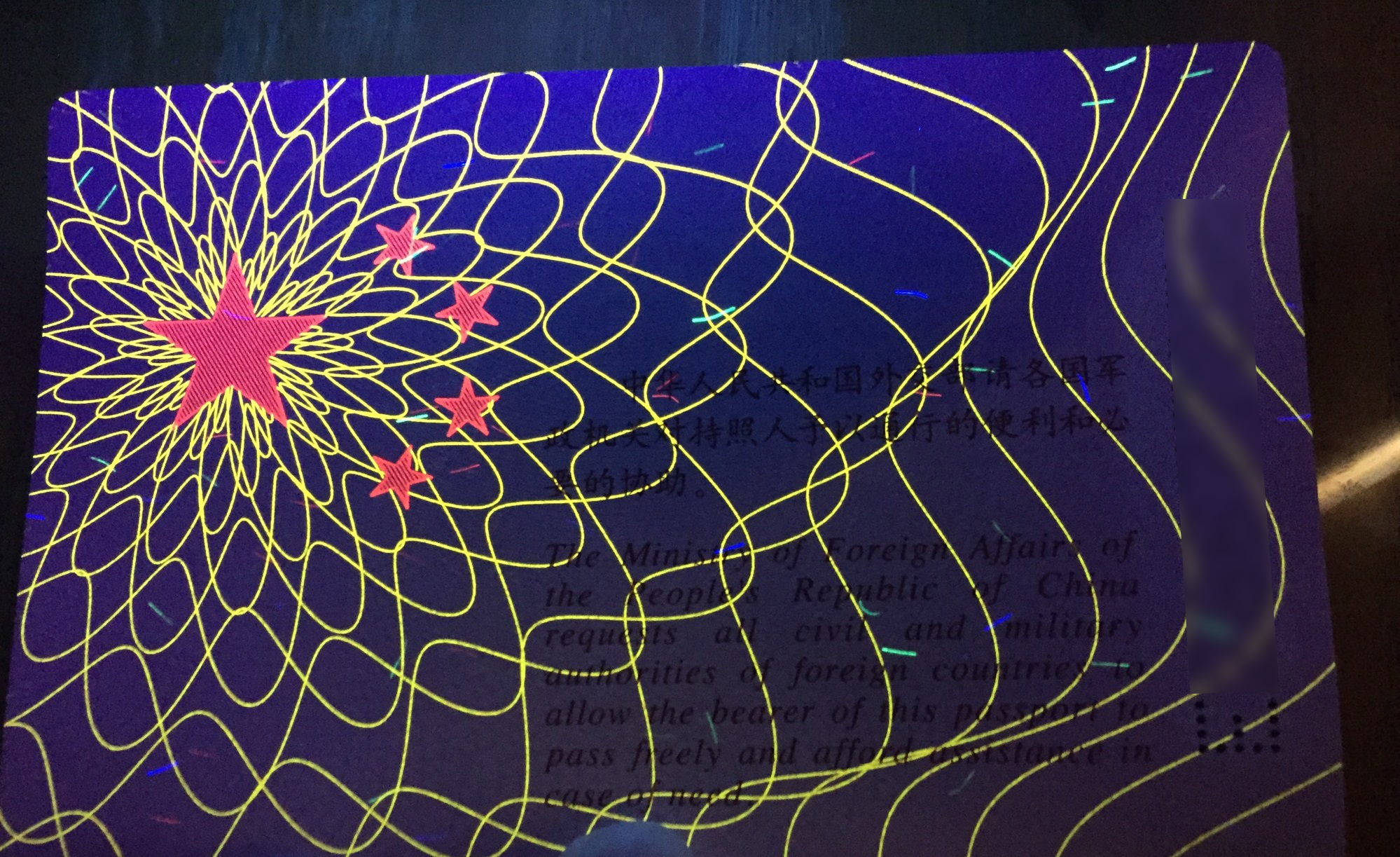
O design antifalsificação na página de anotações brilha sob luz negra

- Em português (somente no passaporte de Macau)

O MINISTÉRIO DOS NEGÓCIOS ESTRANGEIROS DA REPÚBLICA POPULAR DA CHINA SOLICITA A TODAS AS AUTORIDADES CIVIS E MILITARES DOS PAÍSES ESTRANGEIROS QUE DEIXEM PASSAR LIVREMENTE O TITULAR DESTE PASSAPORTE E LHE DISPENSEM AUXÍLIO EM CASO DE NECESSIDADE.
- Em francês (somente na versão 82)

Le Ministère des Affaires étrangères de la République populaire de Chine prie les autorités civiles et militaires des pays étrangers de laisser passer librement le titulaire de ce passeport et de lui prêter aide et assistance en cas de besoin.
Nas versões "97-1" e "97-2", está na página 1. Na versão biométrica, é movida para a página 3.

#### Páginas internas

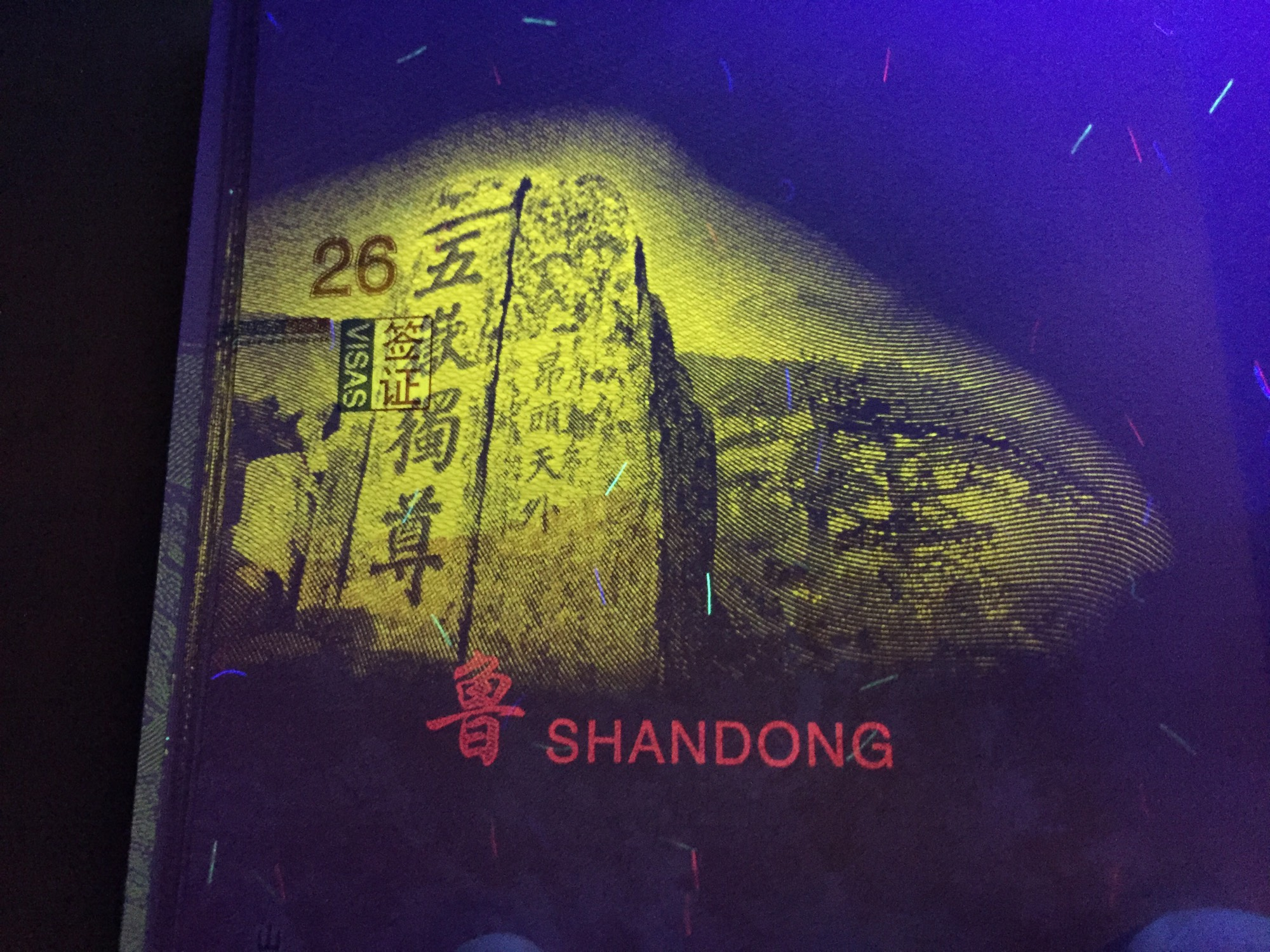
Padrão transparente na página 26 sob luz negra

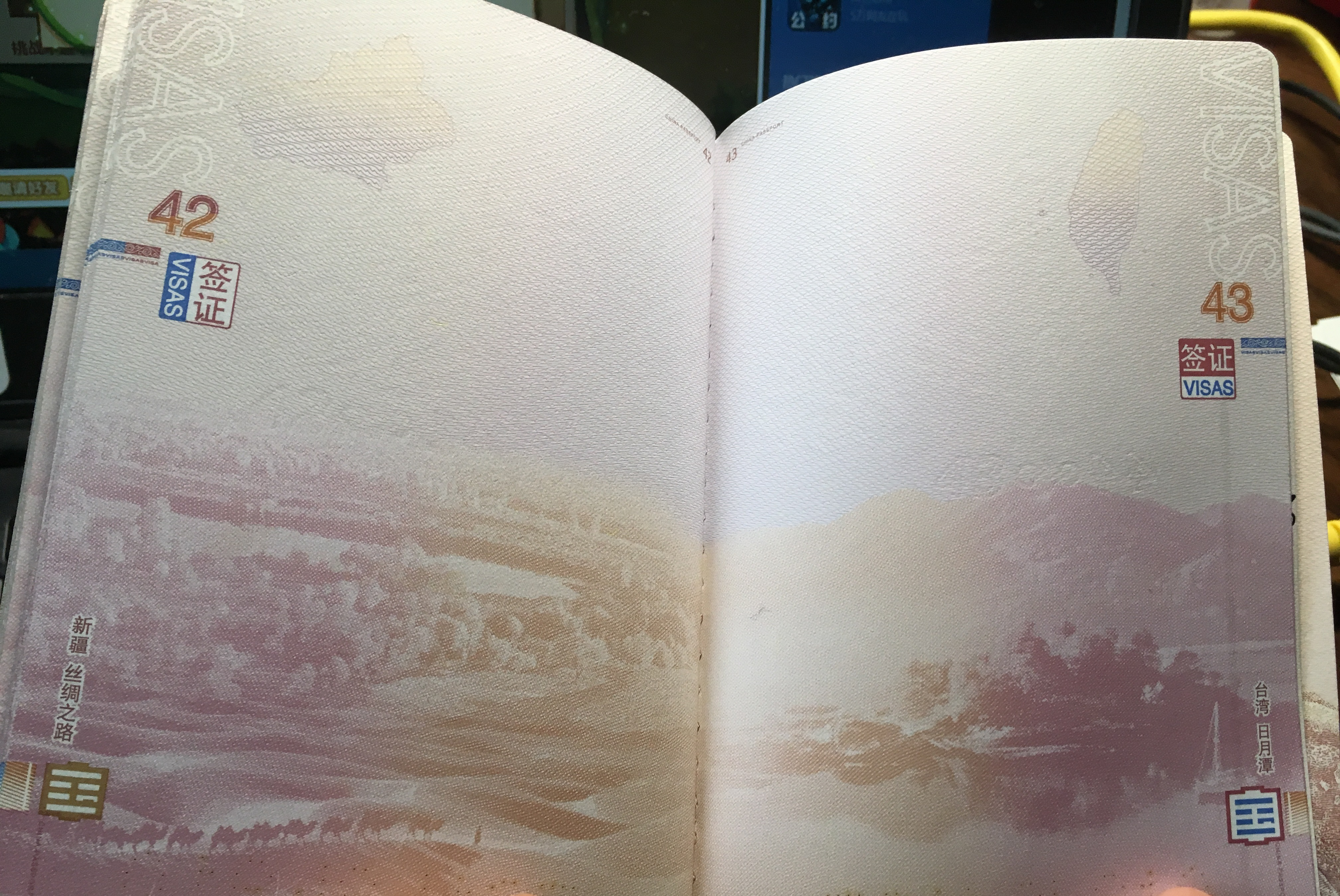
Página 42 Xinjiang Página 43 Taiwan

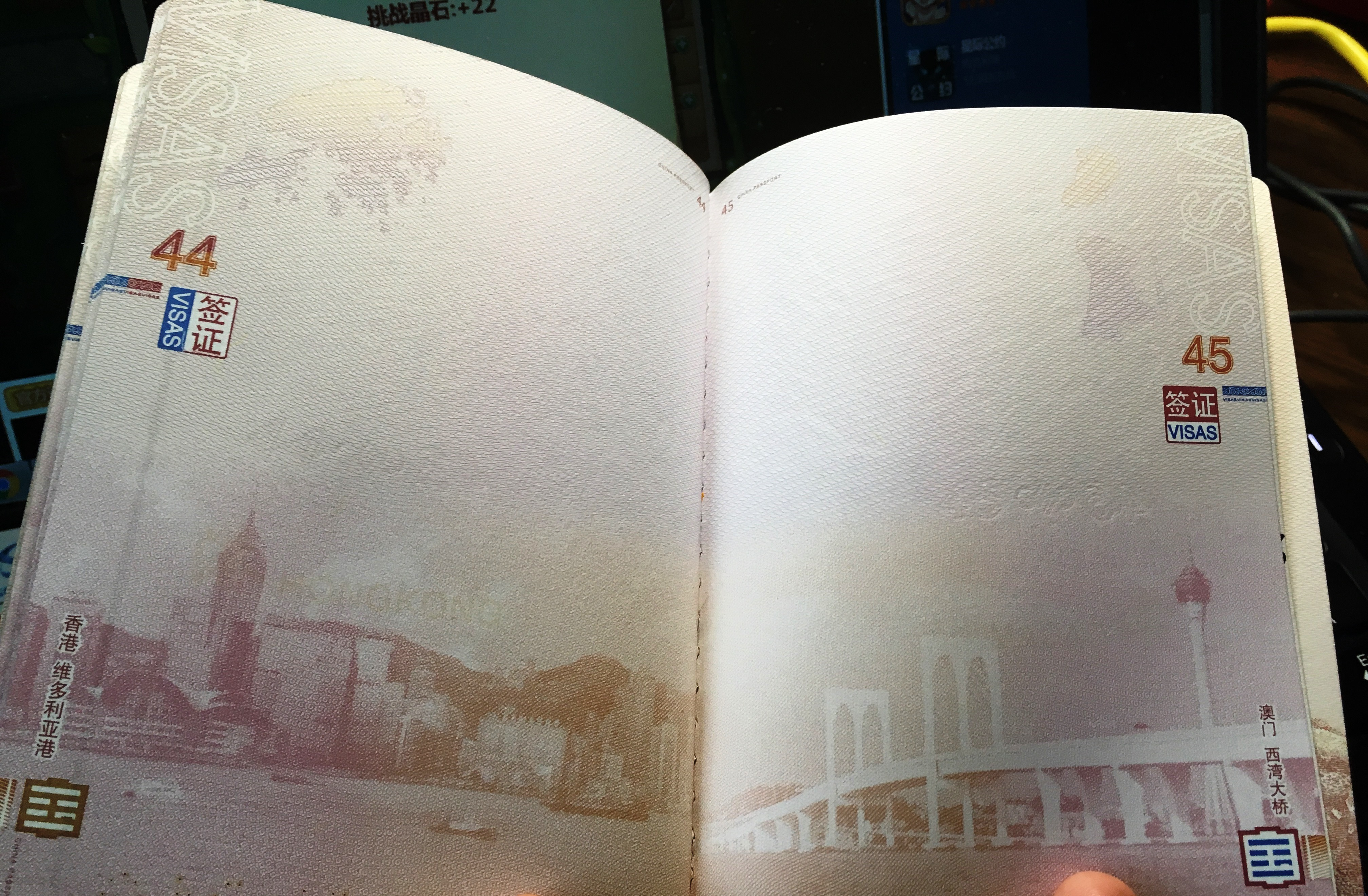
Page 44 RAE de Hong Kong e RAE de Macau

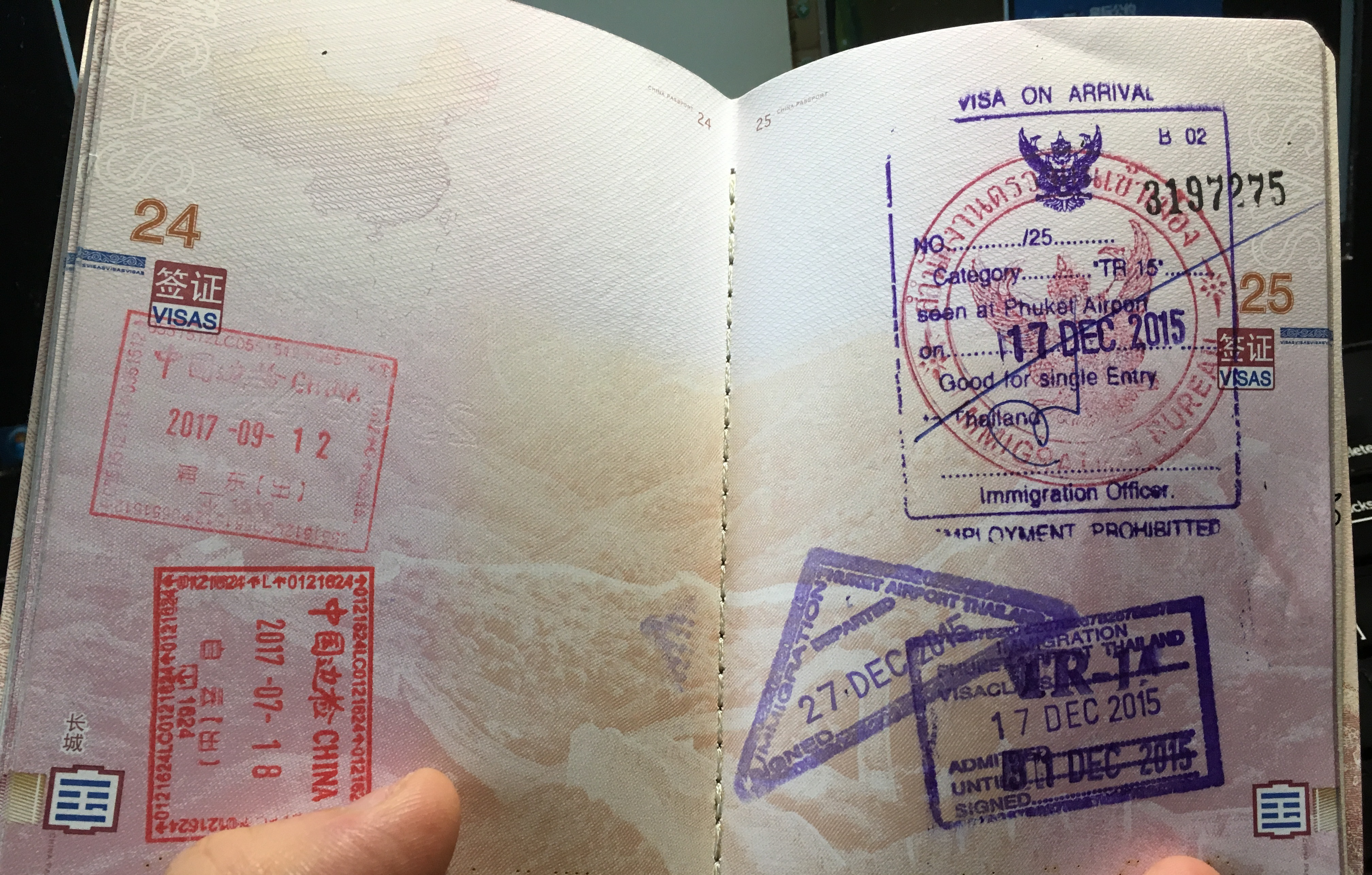
Page 24 and 25: Grande Muralha e Mapa da China (incluindo a Linha Nove Traços)

Na versão biométrica, hotspots naturais selecionados e pontos turísticos famosos da China continental, Hong Kong, Macau e Taiwan são impressos nas páginas internas, cada página também contém uma marca d'água transparente de outros hotspots naturais e pontos turísticos famosos na mesma área.

#### Última página

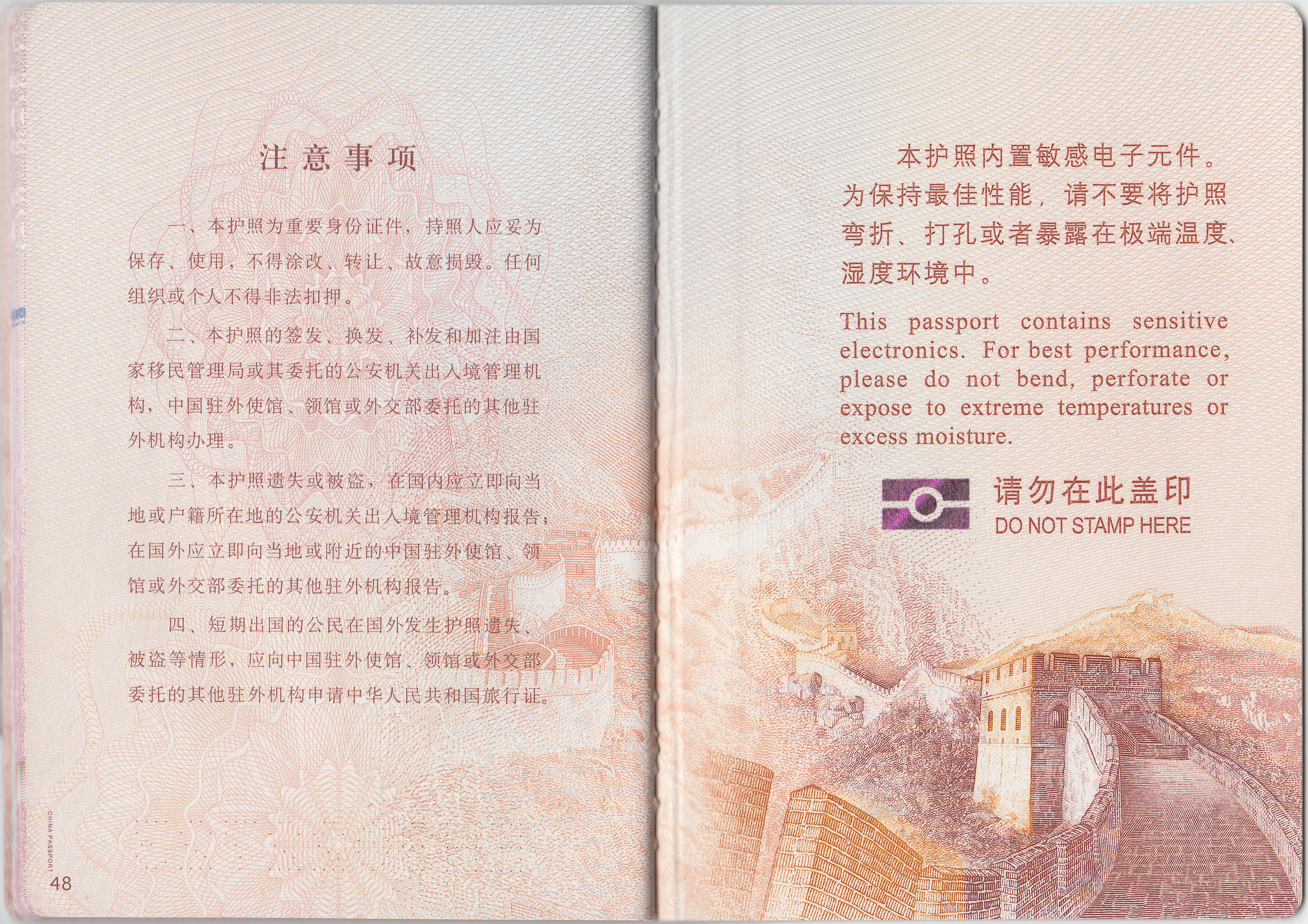
A nota na última página

A última página contém as notas para o passaporte. Para o passaporte eletrônico, dentro da contracapa, uma advertência para o chip biométrico está escrita em chinês e inglês:
本护照内置敏感电子元件。为保持最佳性能，请不要将护照折弯、打孔或者暴露在极端温湿度环境。This passport contains sensitive electronics. For best performance, please do not bend, perforate or expose to extreme temperatures or excess moisture. 请勿在此盖印 DO NOT STAMP HERE

## Taxa e tempo de processamento
A taxa para um passaporte chinês é de CNY 120. Ao solicitar um passaporte no exterior, a taxa é de US $ 25 ou € 20. Nenhuma taxa extra é cobrada pelo processamento acelerado, se aprovado.
O tempo normal de processamento é de 10 dias úteis ao aplicar na China continental e 15 dias úteis em missões diplomáticas chinesas fora da China continental (incluindo Hong Kong e Macau). Em algumas regiões, o tempo de processamento é de 7 dias úteis, como na cidade de Xangai, se a inscrição for enviada eletronicamente (on-line ou por aplicativos de telefone celular, como Wechat ). O processamento acelerado está disponível por 5 dias úteis, mas só está disponível se os candidatos tiverem emergências genuínas, como faleceram parentes no exterior, o primeiro dia de aula estiver próximo ou se tiverem vistos não utilizados em passaportes antigos que expirarão em breve.

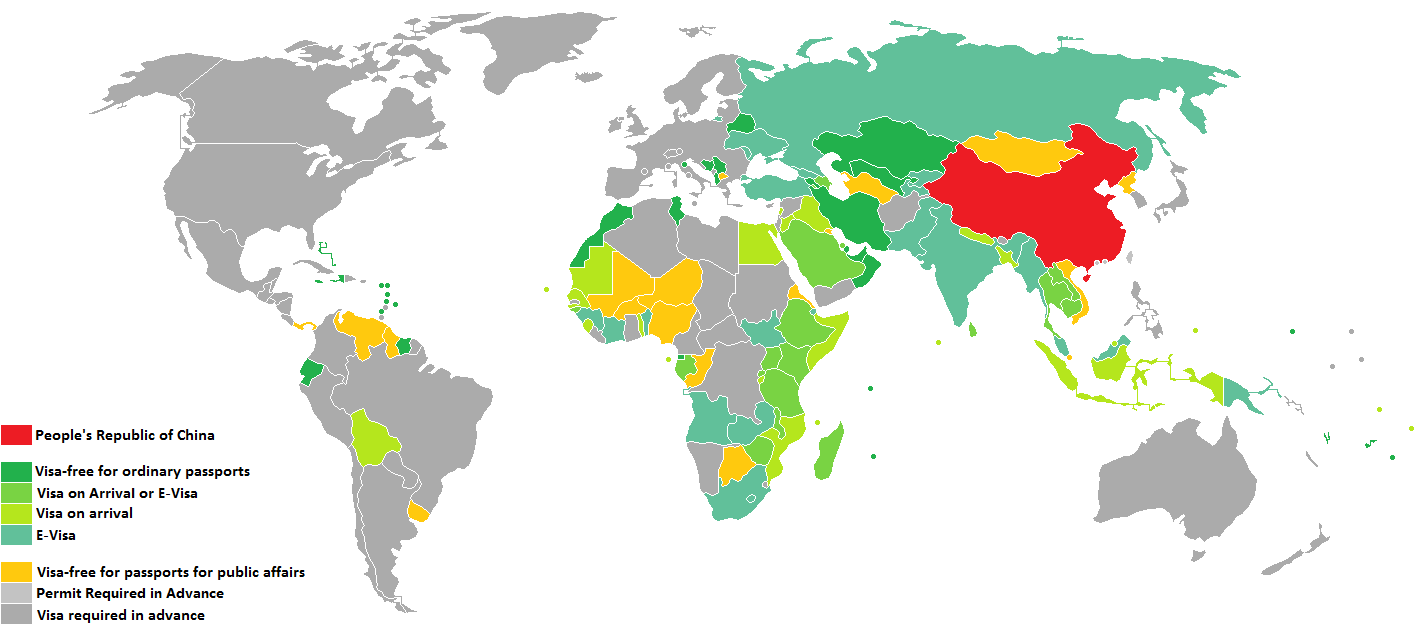
Viagem sem visto para cidadãos da RPC portadores de passaporte para assuntos comuns ou públicos

Os requisitos de visto para cidadãos chineses são restrições de entrada administrativa pelas autoridades de outros estados impostas aos cidadãos da República Popular da China. De acordo com o índice de restrições de visto Henley de 1 de janeiro de 2018, os titulares de um passaporte chinês recebem isenção de visto ou acesso à chegada a 70 países e territórios, classificando o passaporte chinês em 68º no mundo  O passaporte chinês também é o passaporte mais bem classificado no estado comunista . Antes de fevereiro de 2014, as autoridades de imigração chinesas geralmente não permitiam que cidadãos chineses continentais embarcassem em vôos de saída sem visto válido para o país de destino, mesmo que o país de destino tenha concedido um visto na chegada aos portadores de passaporte chinês, a menos que a saída tenha sido aprovada pelo Ministério de segurança pública . Exceções eram possíveis se o viajante tivesse um visto de país terceiro e um voo de conexão do país de destino para o país terceiro.

### Viajar para e a partir de Hong Kong, Macau ou Taiwan
Emitidos a cidadãos chineses com Hukou ou cidadãos chineses não qualificados para documentos de viagem emitidos por SAR, normalmente não é possível usar passaportes chineses quando se viaja diretamente para Hong Kong, Macau ou Taiwan da China Continental.
Para que esses cidadãos chineses viajem da China continental para Hong Kong e Macau, é necessária uma permissão de mão dupla. As missões estrangeiras chinesas, no entanto, emitem permissões de entrada da RAE de Hong Kong, como vistos, para cidadãos chineses que residem fora da China continental, mediante solicitação, para que os portadores de passaporte da RPC possam viajar apenas entre Hong Kong e a China continental com passaportes. Os passaportes chineses podem ser usados durante o trânsito de Hong Kong ou Macau para outros países e podem entrar em Hong Kong ou Macau por 7 dias sem visto.
Viajar para Taiwan da China Continental exige a Autorização de Viagem de e para Taiwan, bem como a Licença de Saída e Entrada emitida pelo governo de Taiwan. Embora os passaportes chineses sejam aceitos como documentos de viagem válidos pela Agência Nacional de Imigração (NIA) e pelas missões diplomáticas de Taiwan, a NIA não permite que cidadãos chineses com hukou viajem para Taiwan quando partem da China continental, a menos que possuam a Permissão de Viagem para Residentes do Continente. com endosso de saída válido.

## Proteções consulares aos portadores de passaporte chinês (incluindo residentes de Hong Kong, Macau e Taiwan)
Em chinês, o passaporte é huzhao, que significa "documento de proteção". O serviço consular é fornecido pelo governo chinês a portadores de passaporte chinês (incluindo portadores de passaporte da RAE de Hong Kong e Macau) e a Taiwan (portadores de passaporte da República da China). Atividades recentes de proteção consular incluem:
Devido a uma erupção do vulcão na ilha de Bali, na Indonésia, em novembro de 2017, mais de 17.000 cidadãos chineses não puderam retornar à China a tempo. Quando o aeroporto de Bali foi aberto temporariamente em 29 de novembro de 2017, o governo chinês organizou voos fretados com duas companhias aéreas estatais: China Southern Airlines e China Eastern Airlines. A China Southern Airlines forneceu dois Airbus A320s e a China Eastern Airlines forneceu seis Airbus 333 como voos fretados para levar turistas chineses de volta. Até 30 de novembro de 2017, eram fornecidos 18 vôos fretados pelo governo e mais de 3.700 cidadãos chineses haviam sido transportados de volta para a China. Até 18:00 de 2 de dezembro de 2017, 13.514 cidadãos chineses haviam sido transportados de volta por vôos fretados pelo governo chinês (companhias aéreas que operam incluindo companhias aéreas estatais chinesas: companhias aéreas chinesas do leste da China, companhias aéreas da China Eastern, China Southern Airlines e Xiamen, além de algumas companhias aéreas estrangeiras) . A evacuação é gratuita e feita nesta ordem: mãe com filho, mulheres, idosos e homens.
Devido ao furacão Maria atingir a área do Caribe em setembro de 2017, mais de 400 cidadãos chineses ficaram presos. Em 28 de setembro de 2017, a embaixada da China em Dominica organizou dois voos fretados pelo governo (operados pela China Eastern Airlines) para recuperar 377 portadores de passaporte chinês (incluindo residentes de Hong Kong, Macau e Taiwan) que desejam retornar à China gratuitamente.
Em 25 de abril de 2015, um forte terremoto atingiu Kathamandu, Nepal. 4 cidadãos chineses foram mortos, 5 ficaram gravemente feridos e muitos ficaram presos. O governo chinês organizou 18 vôos para levar os cidadãos chineses de volta dentro de 24 horas após o terremoto e mais dentro de uma semana. Qualquer cidadão chinês que desejasse retornar à China poderia pegar vôos do governo gratuitamente. Isso incluiu residentes de Hong Kong, Macau e mais de 12 residentes de Taiwan.
Em 14 de novembro de 2016, um terremoto atingiu Hanmer Springs, Ilha Sul, Nova Zelândia. 125 cidadãos chineses (incluindo residentes de Taiwan e Hong Kong) ficaram presos em Kaikoura. O consulado chinês em Christchurch alugou todos os (cinco) helicópteros disponíveis e, em 18 vôos, todos os cidadãos chineses foram transportados para um ponto seguro dentro de 24 horas.
Em 29 de março de 2015, três navios da Marinha (navios militares) foram despachados pelo governo chinês para transportar 629 cidadãos chineses do Iêmen para um local seguro, juntamente com 279 cidadãos paquistaneses. Todos os navios estavam preparados para enfrentar qualquer inimigo e os soldados da Marinha Chinesa desembarcaram no porto para estabelecer uma zona segura.
Em 2011, durante a guerra civil na Líbia, 35.860 cidadãos chineses, incluindo mais de 20 residentes de Taiwan, foram evacuados por vôos civis fretados pelo governo chinês, ônibus fretados, navios de cruzeiro alugados pelo governo, aviões da Força Aérea Chinesa e navios de guerra da Marinha.
Os cartões SIM chineses podem receber automaticamente uma mensagem de texto de notificação do Centro de Proteção Consular em Pequim ao se conectar pela primeira vez a um provedor estrangeiro no exterior (roaming). Uma mensagem típica contém números de telefone de emergência das embaixadas e consulados chineses, bem como o número de telefone do Centro de Proteção Consular em Pequim. Ele também contém informações sobre tabus locais, tradições e riscos em potencial.

## Galeria

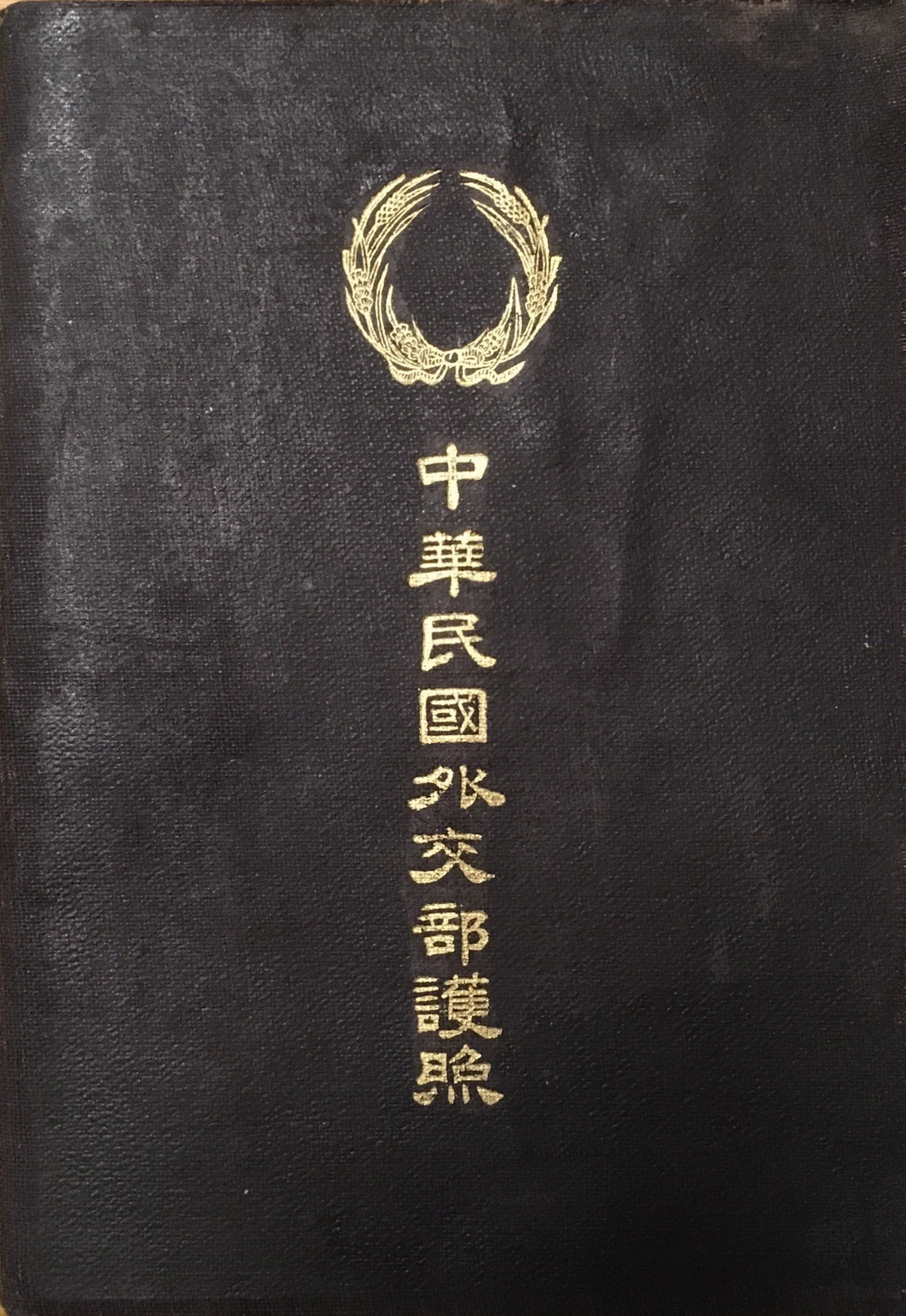
Um livreto de passaporte da República da China emitido durante a era de Beiyang na década de 1920.
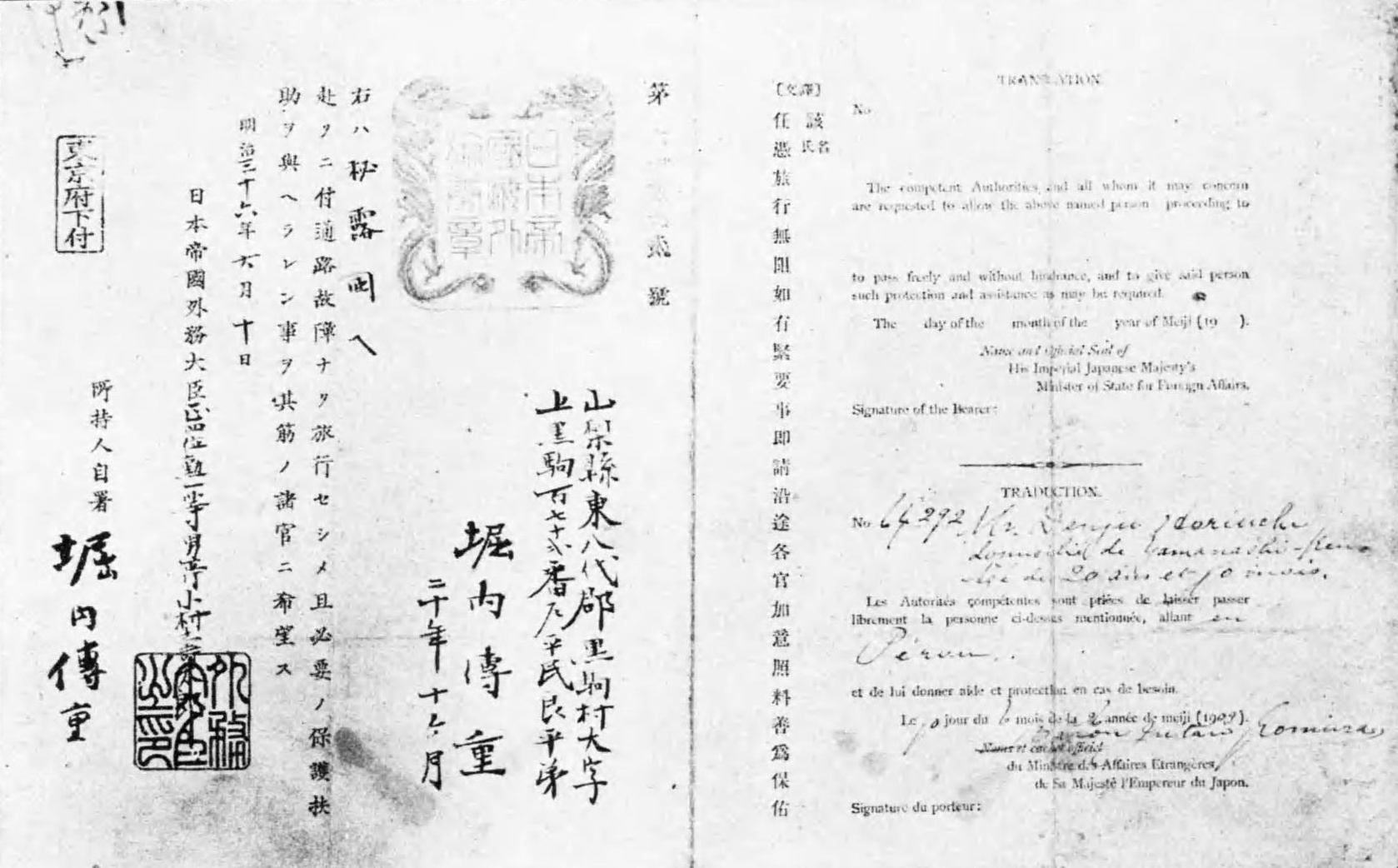
Projeto de passaporte japonês em 1903, quando usado em Taiwan.
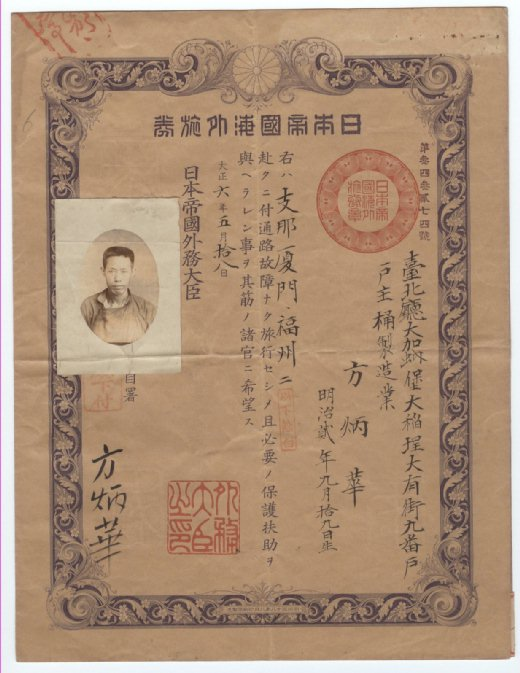
Passaporte ultramarino japonês imperial emitido em Taiwan em 1917.
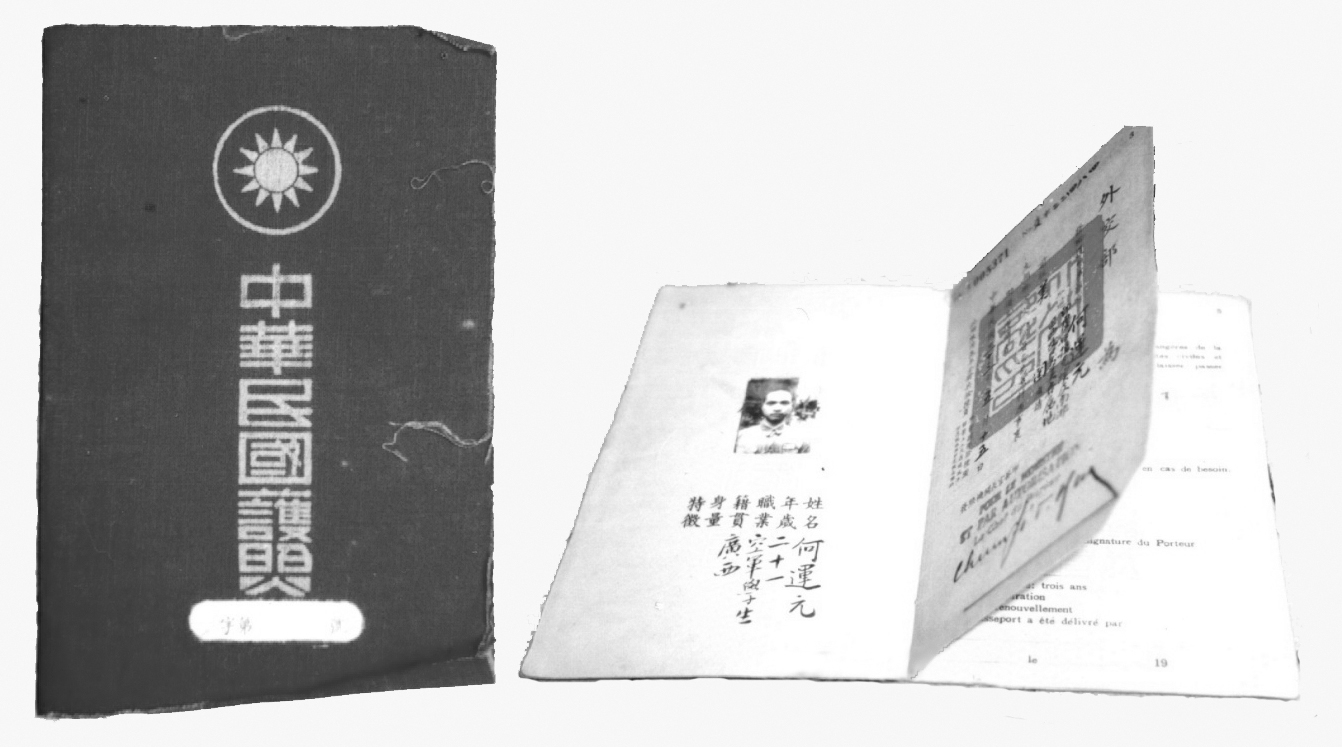
Um passaporte da República da China emitido em 1946.
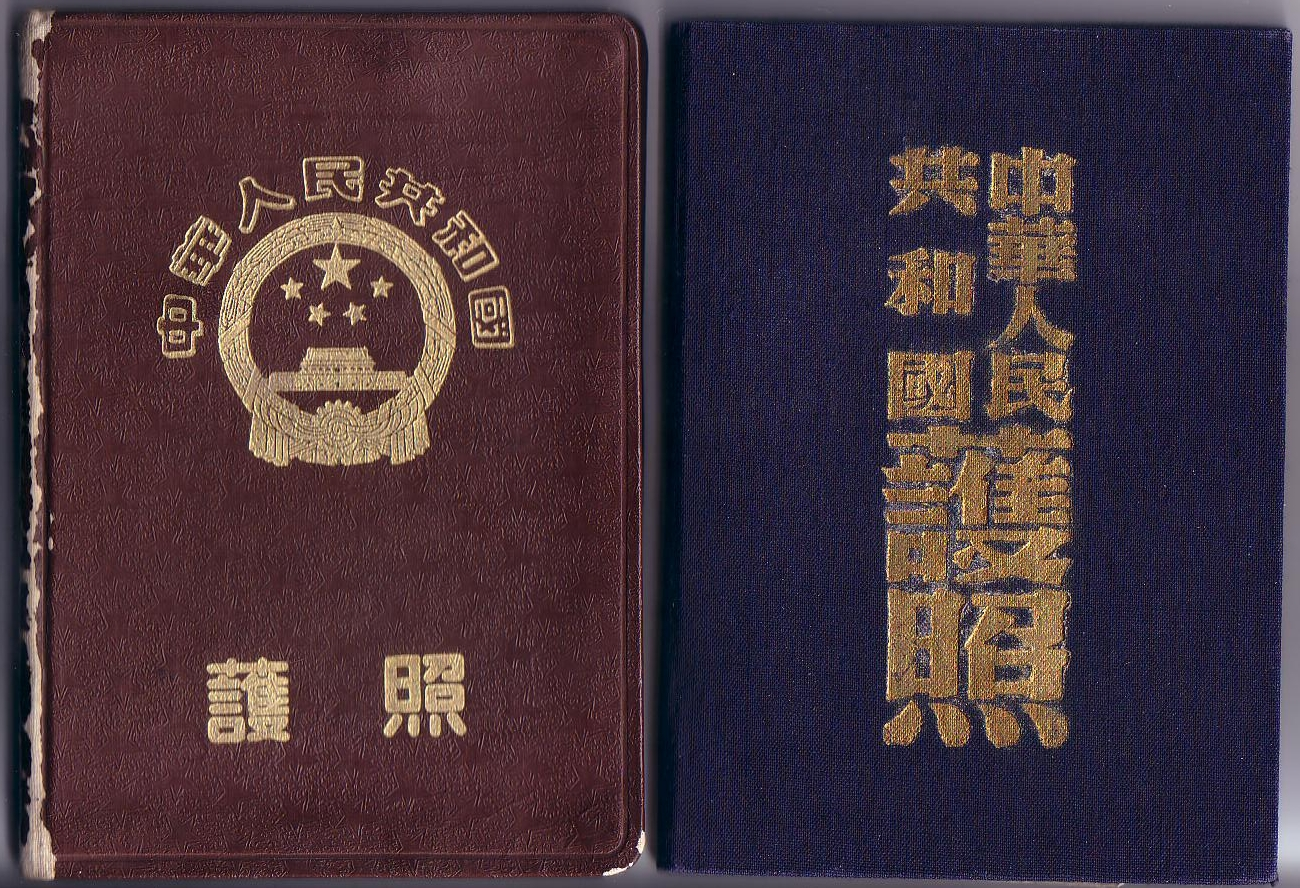
Versões de 1955 (esquerda) e 1951 (direita) do passaporte da RPC.
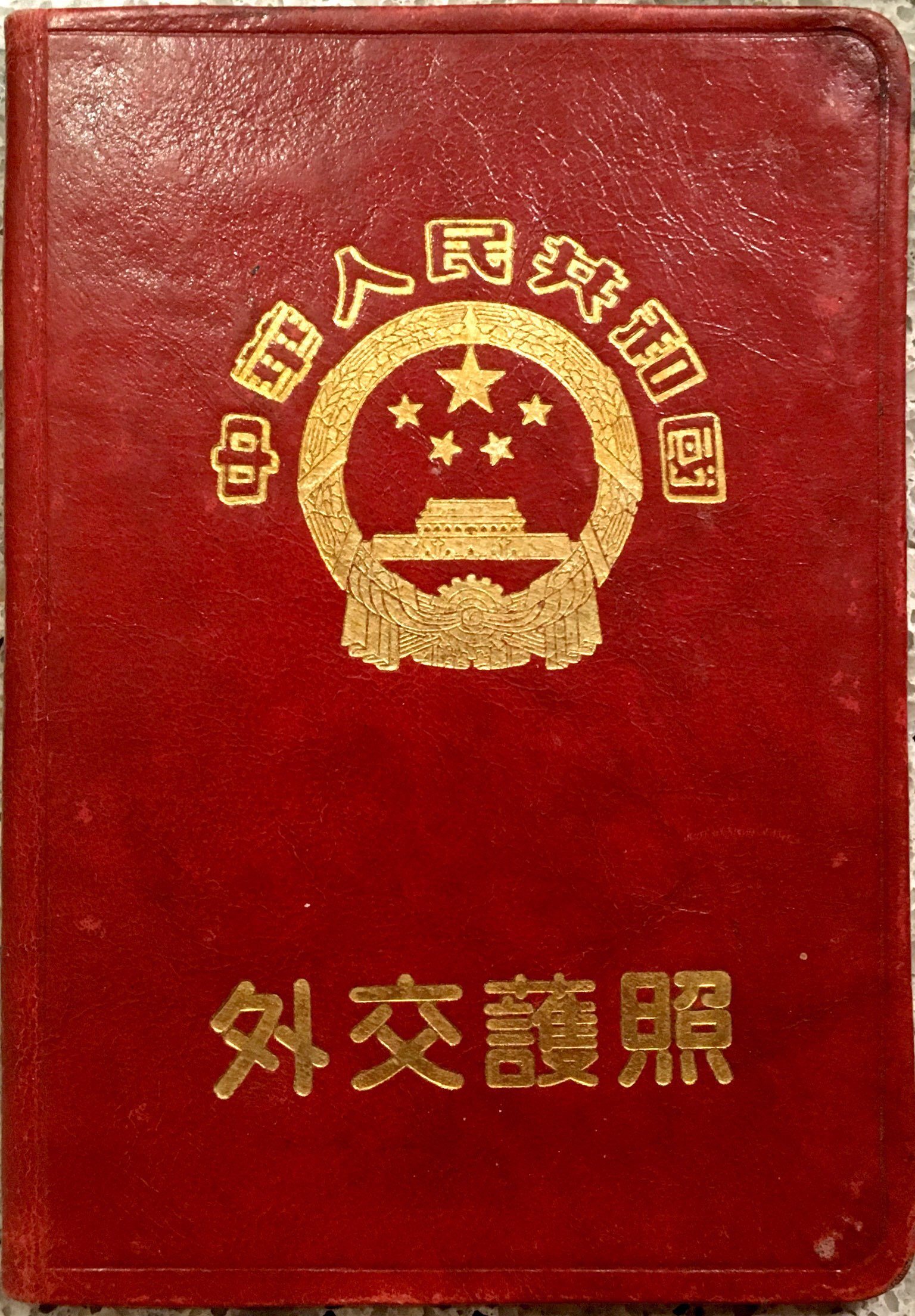
Passaporte diplomático do tipo "55"
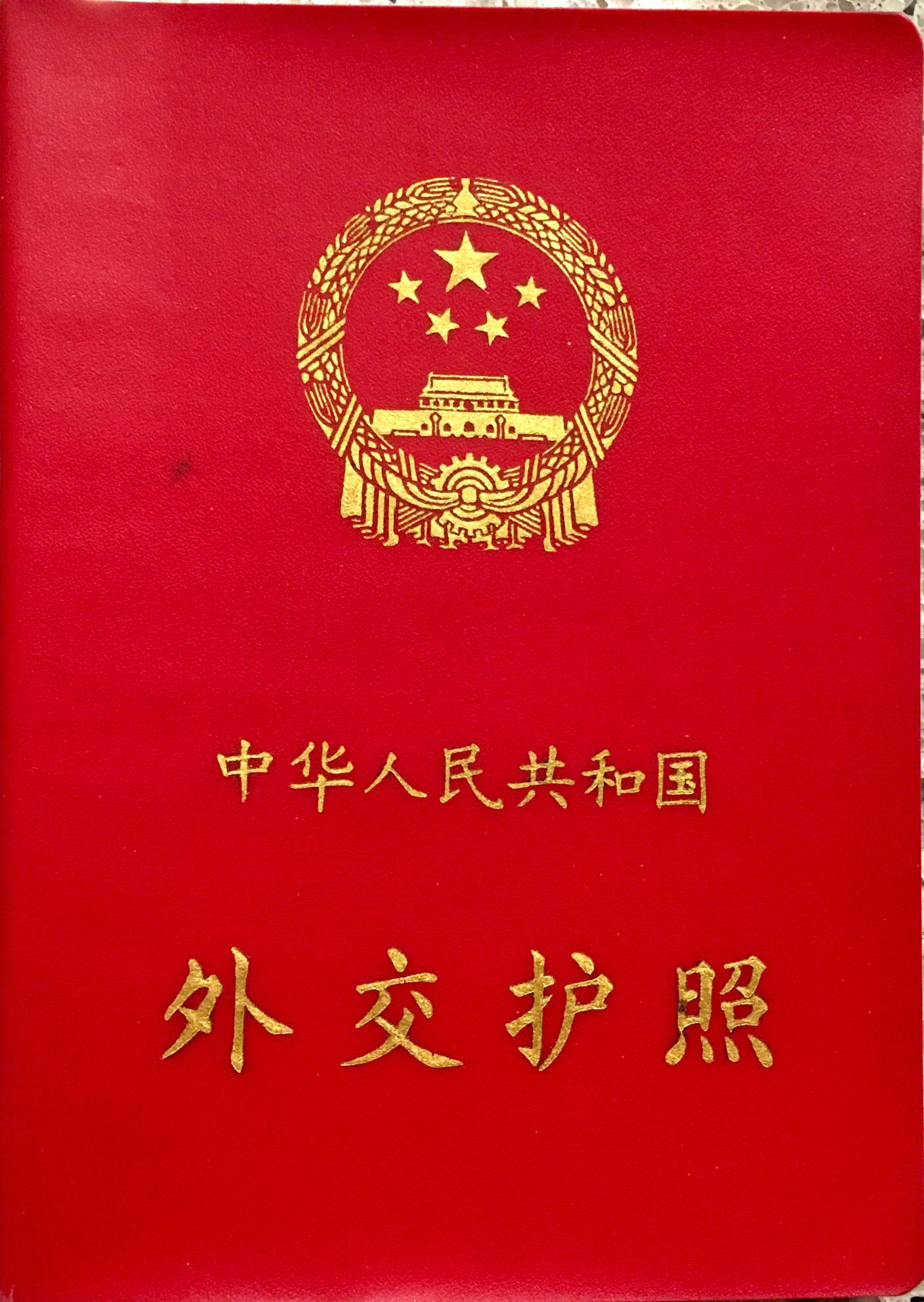
Passaporte diplomático tipo "82"
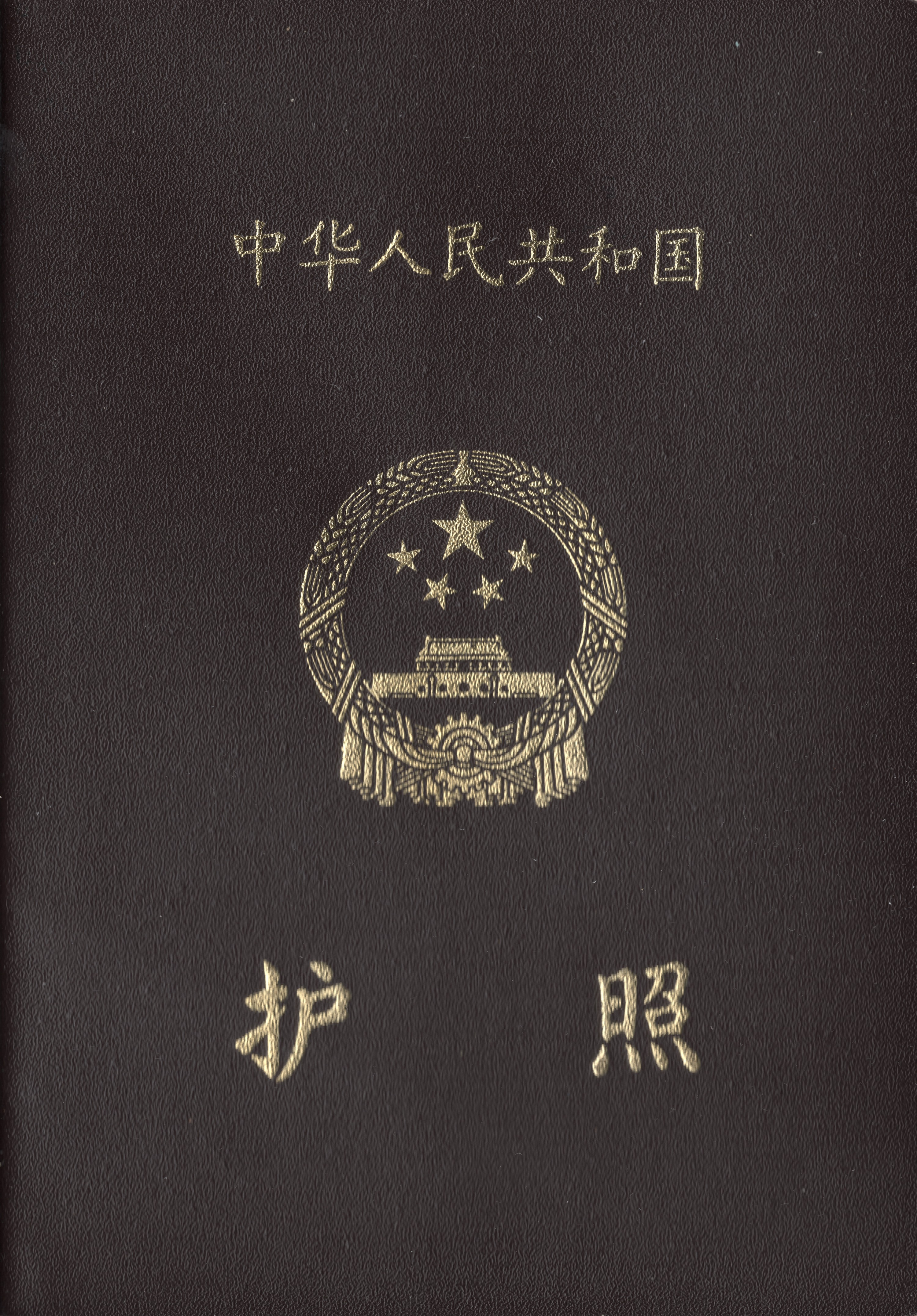
Um passaporte do tipo "82" emitido do início dos anos 80 a 1992
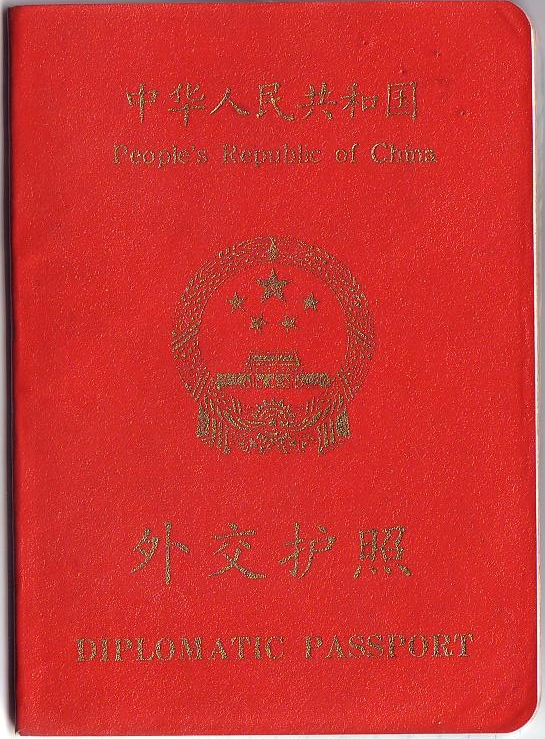
Versão 1992 do passaporte diplomático
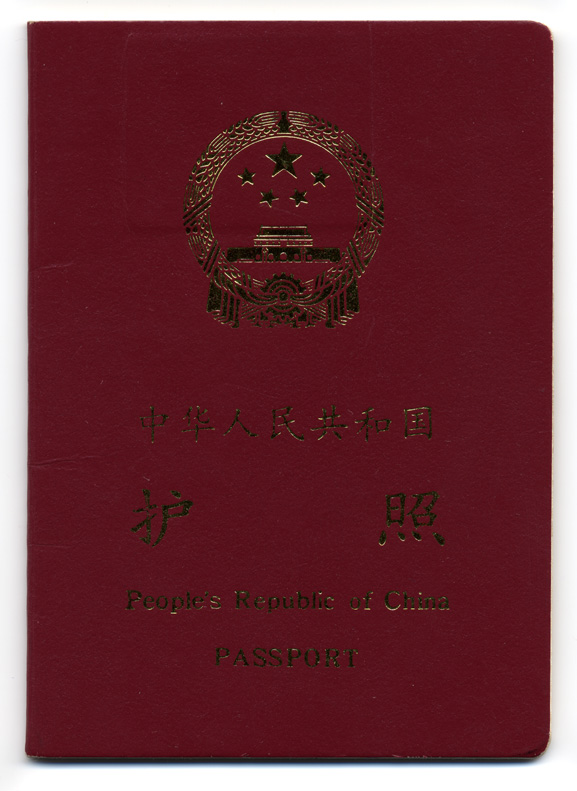
Capa do passaporte do tipo "92", emitida até o início dos anos 2000
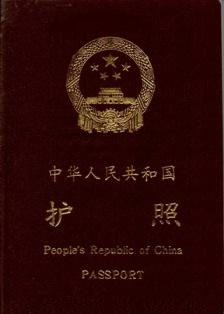
Passaporte tipo "97-1", emitido de 2000 até o início de 2007
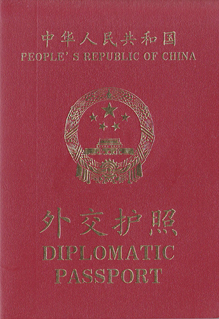
Versão 1997 do passaporte diplomático
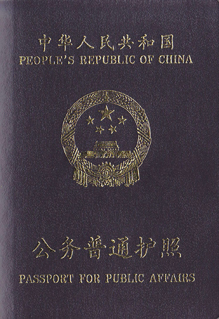
Versão 1997 do passaporte de assuntos públicos
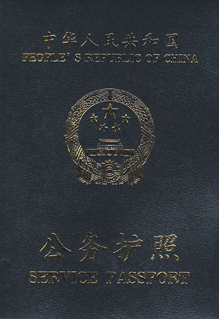
Versão 1997 do passaporte de serviço
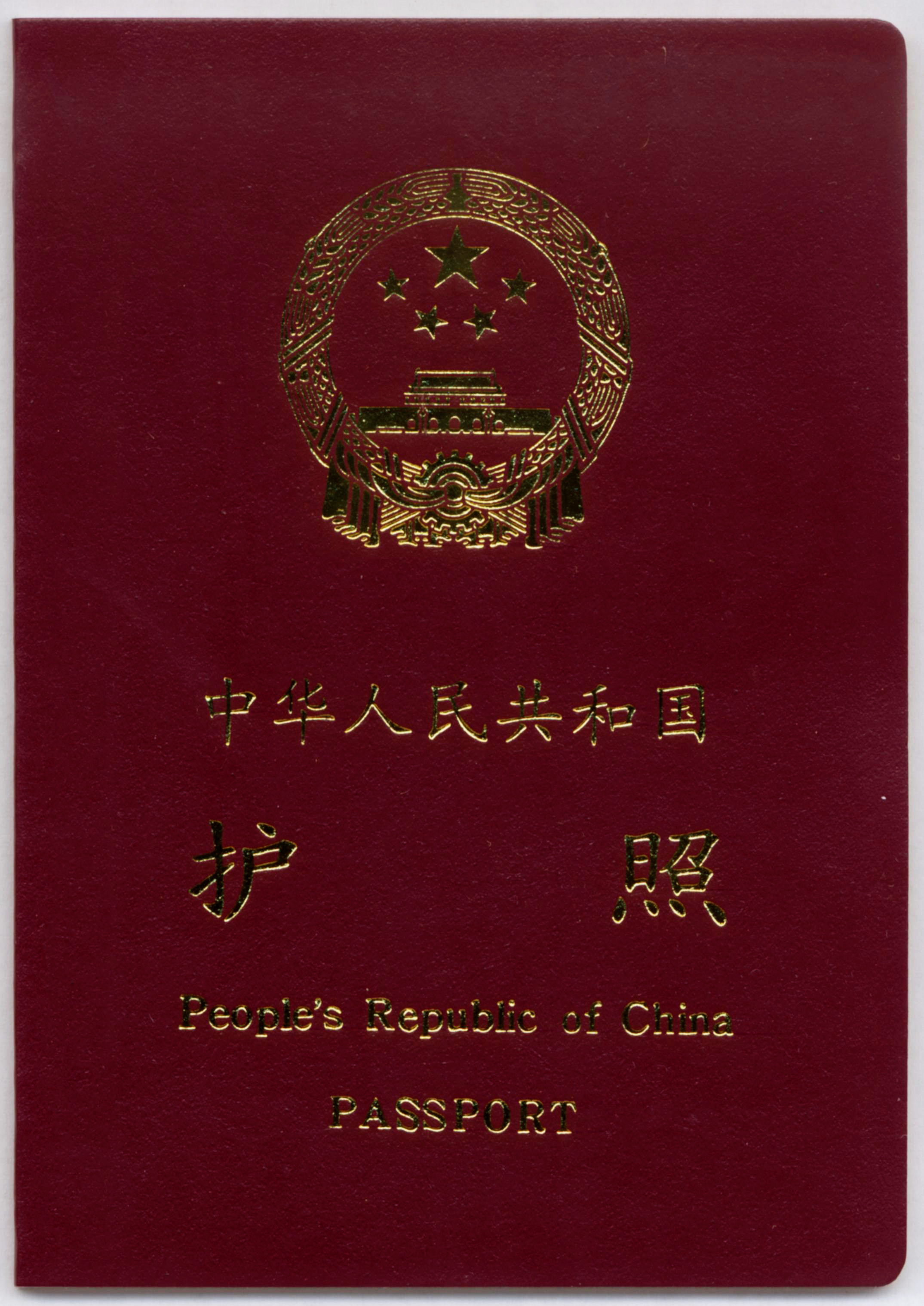
Passaporte tipo "97-2", emitido do início de 2007 a maio de 2012
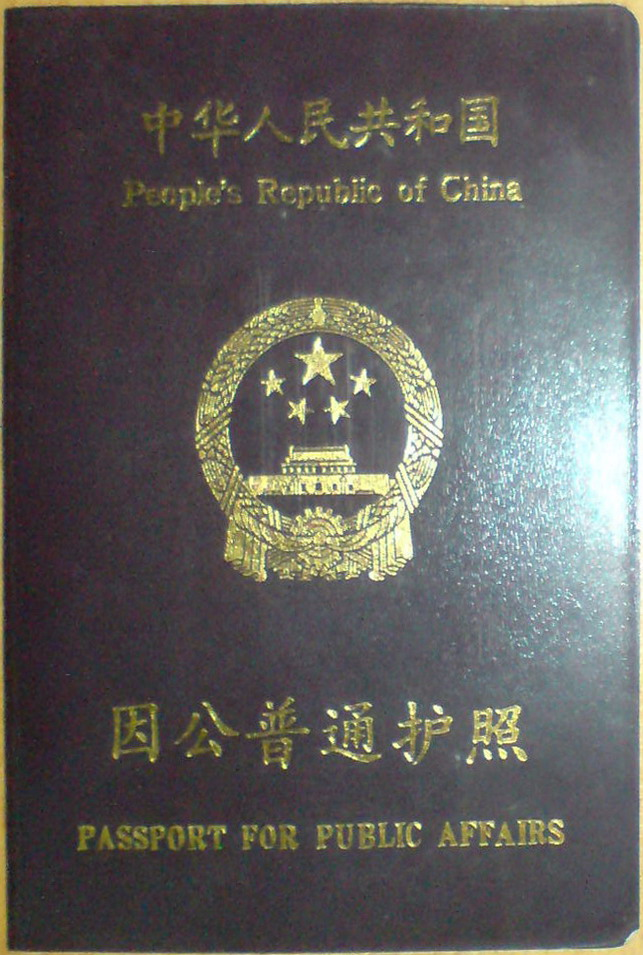
O antigo passaporte para assuntos públicos, emitido antes de 2007
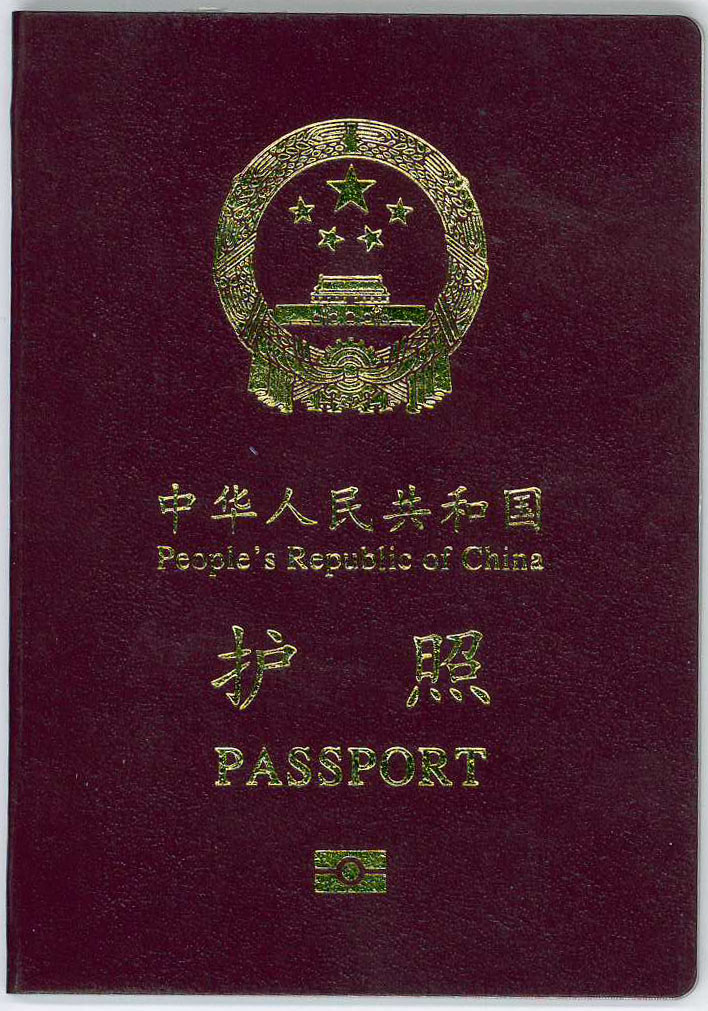
Versão atual do passaporte biométrico